# Nina's Heavenly Delights
Nina's Heavenly Delights (2006) är en brittisk film om identitet, indisk mat och kärlek. En romantiskt drama-komedi, regisserad av Pratibha Parmar.

## Fotnoter
1. ↑  läs online, Internet Movie Database , läst: 8 april 2016.[källa från Wikidata]
2. ↑  läs online, www.siamzone.com , läst: 8 april 2016.[källa från Wikidata]
3. ↑  Freebase Data Dumps, Google.[källa från Wikidata]